# Кортале
Кортале (итал. Cortale) — коммуна в Италии, располагается в регионе Калабрия, подчиняется административному центру Катандзаро.
Население составляет 2436 человек, плотность населения составляет 84 чел./км². Занимает площадь 29 км². Почтовый индекс — 88024. Телефонный код — 0968.
Покровителем населённого пункта считается святой Иоанн Креститель. Праздник ежегодно празднуется 24 июня.

## Города-побратимы
- Эрба, Италия
- Понте-Ламбро, Италия